# Shui (narodowość)
Shui (nazwa własna Ai Sui, chiń. upr. 水族; pinyin Shuǐ Zú) – oficjalnie uznana mniejszość narodowa w Chińskiej Republice Ludowej, z grupy ludów tajo-kadajskich. Większość mieszka w Autonomicznym Powiecie Shui Sandu w Guizhou i powiadach Nandang i Rongshui w zachodnim Guangxi. Własna nazwa, podobnie jak chińska, oznacza „ludzi wody”, co jest o tyle interesujące, że Shuiowie nie mieszkają nad żadnym dużym zbiornikiem wodnym. Według spisu z 1990 r. liczyli ok. 246 tys. członków; Olson podaje liczbę 340 tys.
Prawdopodobnie wywodzą się od starożytnych ludów Luoyue; nazwę „Shui” przyjęli za czasów mingowskich, wtedy też, gdzie było to możliwe, przeszli z gospodarki żarowej do uprawy ryżu na polach zalewowych. Historycznie byli najczęściej dzierżawcami u chińskich właścicieli ziemskim lub pracownikami najemnymi w dużych majątkach. Po ustanowieniu ChRL, ziemie Shui przeszły przez pełny cykl reformy rolnej, kolektywizacji i ustanawiania komun ludowych, wreszcie ponownej redystrybucji gruntów po 1979 r. Podstawą upraw jest ryż, słodkie ziemniaki, rzepak, pszenica; z przemysłowych: ramia; ryby są ważnym źródłem białka.
Większość Shui to politeiści, wśród których szamani pełnili ważną rolę jako pośrednicy ze światem duchów. Przed 1949 rozbudowana forma pogrzebu obejmowała ofiary ze zwierząt, tańce śpiewy i występy operowe, aż do pomyślnego dnia, w którym mogło nastąpić złożenie ciała do grobu. Nieliczni są katolikami.
Język shui z grupy języków dajskich jest w dość powszechnym użyciu, ale zagrożone wymarciem jest tradycyjne pismo, używane dawniej do celów sakralnych.